# Bergslagsleden
Bergslagsleden er svensk vandrerute, der strækker sig 280 km gennem hele Örebro län. Start- og slutpunkterne for ruten er Kloten ved grænsen til Dalarna i nord og Stenkällegården i Tiveden i syd. Hele ruten, som er afmærket med orange markeringer, er inddelt i 17 etaper på mellem 7 og 23 km hver.
Bergslagsleden er opkaldt efter Bergslagen, som omfatter de nordlige dele af Örebro län. Ruten er en del af den europæiske fjernvandrevej E1, der strækker sig over 7.000 km fra Nordkap til Sicilien.